# شیرن ساپیرا
شیرن ساپیرا (به انگلیسی: Shireen Sapiro) (زادهٔ ۲۵ ژانویهٔ ۱۹۹۱) شناگر اهل آفریقای جنوبی است.